# Łodzina (Białoruś)
Łodzina (biał. Лодзіна; ros. Лодино) – wieś na Białorusi, w obwodzie brzeskim, w rejonie łuninieckim, w sielsowiecie Dworzec, nad Śmiercią.